# Лыжное двоеборье на зимних Олимпийских играх 1992

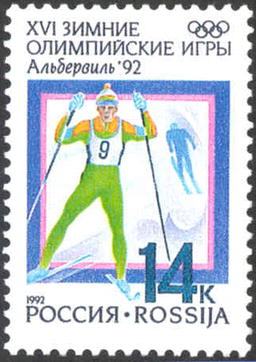
Почтовая марка России

Соревнования по лыжному двоеборью на XVI зимних Олимпийских играх проходили в Куршевеле в 50 километрах от Альбервиля.

## Индивидуальная, мужчины
12 февраля 1992 года. В прыжках каждый спортсмен выполнял по три прыжка, в зачёт шли два лучших. Стартовали 45 спортсменов, финишировали 42. После прыжков лидировал австриец Клаус Офнер, но в итоге он стал только пятым. Ещё слабее выступил занявший второе место в прыжках японец Рэйити Миката, на финиш 15-километровой гонки он пришёл только 34-м. В гонке два лучших результата показали братья из Норвегии Тронд Эйнар Элден и Бор Йёрген Элден, но слабое выступление в прыжках (оба уступали лидеру после прыжков более 5 минут) не позволило им занять высокое место в двоеборье.
| Место | Спортсмен                 | Время   |
| ----- | ------------------------- | ------- |
| 1     | Фабрис Ги (FRA)           | 44:28.1 |
| 2     | Сильвен Гийом (FRA)       | +48,4   |
| 3     | Клаус Зульценбахер (AUT)  | +1:06,3 |
| 4     | Фред Бёрре Лундберг (NOR) | +1:26,7 |
| 5     | Клаус Офнер (AUT)         | +1:29,8 |
| 6     | Аллар Леванди (EST)       | +1:34,1 |
| 7     | Кэндзи Огивара (JPN)      | +1:57,4 |
| 8     | Станислав Уступский (POL) | +2:28,1 |

## Командная, мужчины
18 февраля 1992 года. Участвовали 11 сборных. Японцы захватили уверенное лидерство после прыжков, австрийцы проигрывали им почти 2,5 минуты, а немцы — почти три. Сильнейшие лыжники норвежцы ушли на дистанцию эстафеты шестыми, через 6 минут и 16 секунд после японцев. Однако на первых двух этапах усилиями Кнута Торе Апеланда и Фреда Бёрре Лундберга норвежцы сумели отыграть у японцев 4 минуты и 20 секунд. На последнем этапе лучший результат среди всех двоеборцев показал норвежец Тронд Эйнар Элден, но у японцев бежал их лучший лыжник Кэндзи Огивара, он уступил Элдену всего 30 секунд и финишировал первым с преимуществом почти 1,5 минуты. Однако благодаря усилиям Элдена норвежцы сумели опередить австрийцев в борьбе за серебро. Французы, за которых выступали чемпион и серебряный призёр в личном первенстве, неудачно выполнили прыжки и ушли на старт эстафеты, проигрывая лидерам более 5,5 минут. В эстафете французы показали второй результат после норвежцев, но это не позволило им подняться выше 4-го места, бронзовым призёрам из Австрии они проиграли более 30 секунд.
| Медаль  | Команда                                                                | Время     |
| Золото  | Япония · Рэйити Миката · Таканори Коно · Кэндзи Огивара                | 1:23.36.5 |
| Серебро | Норвегия · Кнут Торе Апеланд · Фред Бёрре Лундберг · Тронд-Эйнар Элден | +1.26,4   |
| Бронза  | Австрия · Клаус Офнер · Штефан Крайнер · Клаус Зульценбахер            | +1.40,1   |